# Емил
Емил је немачко, скандинавско, чешко, пољско, словеначко, мађарско, румунско, бугарско, српско, хрватско, енглеско и турско име. На енглеском и немачком језику ово име има значење „вредан”, „радан”, а на латинском „променити”, „копирати”, „такмичити се” (од речи aemulus). У Србији је ово име изведено од имена Емилијан.

## Имендани
Имендани се славе у: 
| држава   | датум(и)                                                             |
| -------- | -------------------------------------------------------------------- |
| Бугарска | 18. јул, 8. август                                                   |
| Чешка    | 22. мај                                                              |
| Естонија | 30. август                                                           |
| Мађарска | 28. мај                                                              |
| Пољска   | 22. мај, 5. август, 8. август, 6. октобар, 11. октобар, 14. новембар |
| Словачка | 31. јануар                                                           |
| Шведска  | 14. новембар                                                         |

## Популарност
Ово име је популарно у више земаља. Рецимо, у Норвешкој је ово име од 1996. до 2007. увек било међу првих 40, да би 2008. било на другом месту по популарности. У Данској је у истом периоду увек било међу првих једанаест, у Канади од 1998. до 2007. увек међу првих петнаест, у Немачкој 2007. и 2008. међу првих седамдесет, а на Исланду од 2001. до 2007. међу првих 60.

## Занимљивост
Два нобеловца и један оскаровац се зову Емил, а неколико насељених места у Италији и Америци у свом називу садрже ово име.